# Missjön (Lövångers socken, Västerbotten, 716020-176240)
Missjön är en sjö i Skellefteå kommun i Västerbotten och ingår i Mångbyåns huvudavrinningsområde. Sjön har en area på 0,177 kvadratkilometer och ligger 16 meter över havet. Sjön avvattnas av vattendraget Skravelbäcken.

## Delavrinningsområde
Missjön ingår i det delavrinningsområde (716031-176160) som SMHI kallar för Mynnar i Mångbyån. Medelhöjden är 28 meter över havet och ytan är 17,47 kvadratkilometer. Det finns inga avrinningsområden uppströms utan avrinningsområdet är högsta punkten. Skravelbäcken som avvattnar avrinningsområdet har biflödesordning 2, vilket innebär att vattnet flödar genom totalt 2 vattendrag innan det når havet efter 14 kilometer. Avrinningsområdet består mestadels av skog (60 procent), öppen mark (13 procent) och jordbruk (20 procent). Avrinningsområdet har 0,46 kvadratkilometer vattenytor vilket ger det en sjöprocent på 2,6 procent.